# 天斯基鹘属
天斯基鹘属（学名：Tynskya）是梅塞尔鹘科的一属。

## 下属物种
本属包括以下物种：
- Tynskya eocaena Mayr, 2000